# Convento das Donas
O antigo Convento de São Domingos das Donas, também conhecido simplesmente como Convento das Donas, situa-se na cidade de Santarém, na sua zona extramuros, junto da antiga Porta de São Manços e do Convento do Sítio.
Este estabelecimento monástico, fundado em 1348, era um dos mais antigos da cidade, tendo sido professado por freiras da ordem dominicana. O convento foi extinto em 1895, com a morte da última freira que ali habitava tornando-se então um quartel militar. 
Actualmente, o que resta do antigo edifício conventual encontra-se transformado no Quartel da Polícia de Segurança Pública, PSP, de Santarém.

## História
O convento foi fundado em 1240 por Dona Elvira Duranda, em casas que lhe pertenciam, no local onde mais tarde viria a ser instalado o Convento da Trindade. Em 1287, o convento foi transferido para terrenos que pertenciam à Ordem de São Domingos, junto da Porta de São Manços, na zona conhecida na época como Fora de Vila. A primeira prioresa do convento foi D. Maria Mendes Ancião, que iniciou o seu ministério em 1290. A construção da igreja conventual deve-se a Dona Estevinha Peres de Cassevel. 
Inicialmente, as freiras que professavam no convento eram crúzias. Só em 1298, mais de uma década após a transferência, é que as freiras tomaram o hábito dominicano, tendo a integração do convento nesta ordem sido confirmada em 1305, pelo Papa Clemente V. A partir deste momento, esta ordem passou a possuir dois conventos na vila, uma vez que já nesta altura existia um estabelecimento masculino, o Convento de São Domingos.
Nos finais do século XVI e no início do século seguinte, a capela-mor da igreja conventual sofreu um ciclo de obras patrocinadas por D. Manuel Teles de Menezes. Esta intervenção seria continuada por D. Fernão Teles da Silveira, primeiro Conde de Unhão. A este facto não será alheia a posterior instalação, nesta capela-mor, do jazigo dos Condes de Unhão, uma das famílias mais importantes da vila setecentista. Este jazigo encontrava-se numa cripta, descoberta apenas em 1903, já após o encerramento do convento. 
Em 1834, com a vitória definitva do liberalismo, todos os estabelecimentos monásticos masculinos do país foram encerrados. Os conventos femininos, por sua vez, permaneceram abertos até à morte da última freira, o que, no caso de São Domingos das Donas, apenas veio a acontecer em 1895. Antes disso, funcionou no convento um colégio feminino, sob supervisão das freiras. O convento albergava ainda um grande lagar de azeite.
Após o encerramento, o edifício conventual foi entregue ao Ministério da Guerra, isto apesar de ainda em meados do século XIX ter sido proposto, por Possidónio da Silva, o estabelecimento de um museu lapidar. Durante toda a primeira metade do século XX, permaneceram instalados no antigo convento os quartéis das unidades de Caçadores 6 e de Infantaria 16. Em meados deste século, o edifício foi convertido em quartel da polícia, o que motivou a demolição da antiga igreja conventual em 1947.

## Vestígios do convento
O antigo edifício do convento encontra-se actualmente muito alterado, já não existindo quaisquer vestígios da igreja. Do antigo acervo da igreja, subsistem ainda alguns elementos decorados em cantaria, nomeadamente várias pedras de armas, uma pia de água benta, fragmentos de sarcófagos e lápides comemorativas, como a que assinala a instituição da Capela de Pedro Correia de Andrade. Do jazigo dos Condes de Unhão, chegaram até hoje as lápides sepulcrais de Manuel Teles de Menezes, de Fernão Teles da Silveira, primeiro conde, e de sua mulher, D. Francisca de Castro, bem como de Martim Afonso de Castro, vice-rei da Índia e sogro do anterior, e de sua mulher, D. Margarida de Távora. Chegaram ainda aos dias de hoje vários painéis de azulejos, nos quais se encontram representados o nascimento da Virgem, o casamento da Virgem, e a Anunciação e Assunção da Virgem. Todos estes elementos encontram-se actualmente na Igreja de São João de Alporão.